# Karen Sonneck

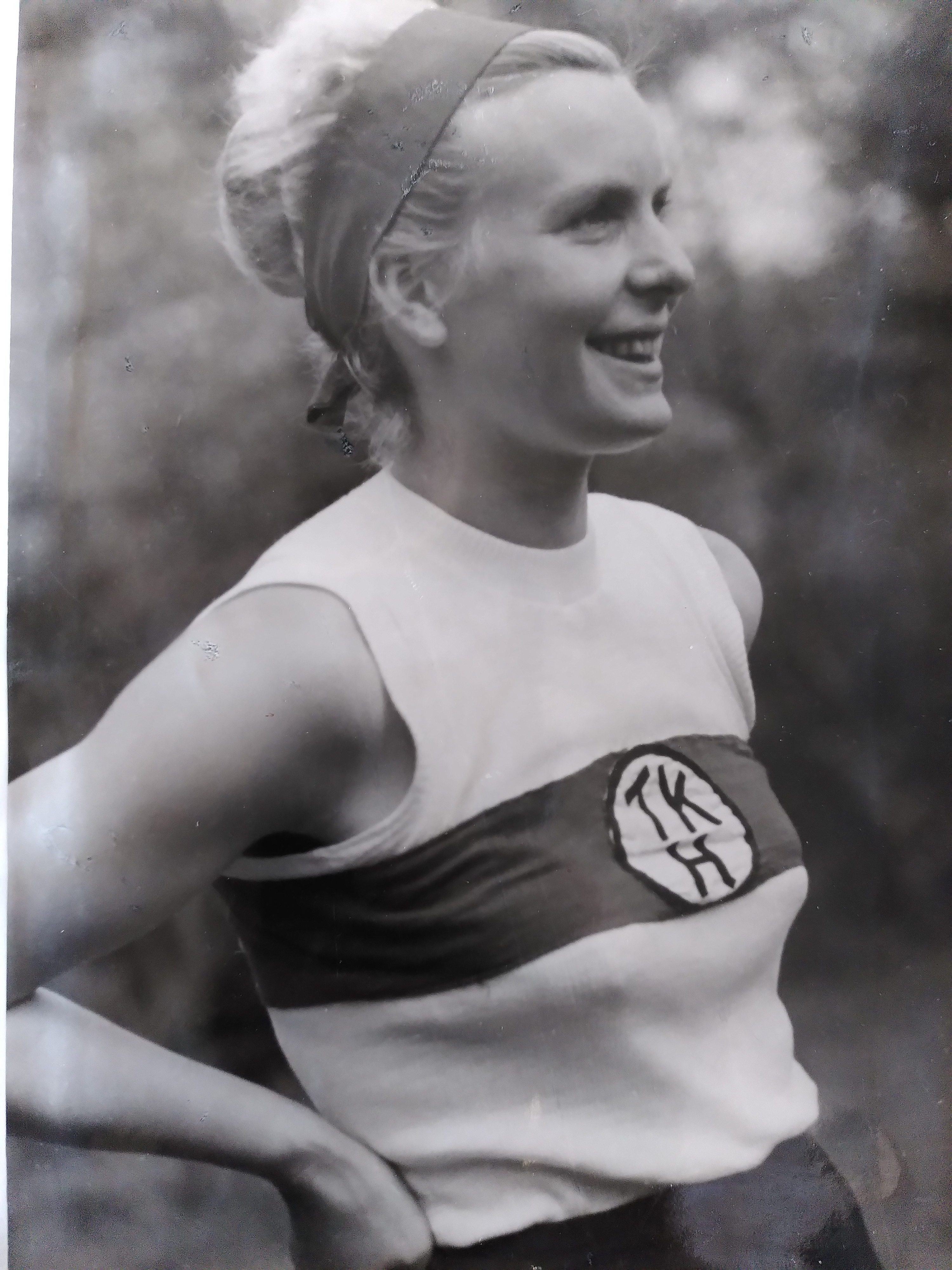
Karen Sonneck

Karen Sonneck, bis 22. Juni 1950 Karen Uthke (* 2. Oktober 1928 in Kiel; † 26. Juli 2001 in Osnabrück) war eine deutsche Leichtathletin, die sich auf den Diskuswurf spezialisiert hatte. Sie trat auch im Kugelstoßen und im Mehrkampf an.

## Karriere
Karen Uthke begann nach dem Zweiten Weltkrieg in Flensburg mit der Leichtathletik. Von 1948 bis 1950 startete sie für den ASV Köln. Von 1951 bis 1955 war Karen Sonneck beim TK Hannover und dann bis 1959 beim VfL Osnabrück. Ab 1960 gehörte sie Blau-Weiß Merzen an. 
Bei den Deutschen Meisterschaften 1949 in Bremen gewann Karen Uthke sowohl im Kugelstoßen als auch im Diskuswurf. Danach erreichte sie bei den Deutschen Meisterschaften keine Top-3-Platzierung im Kugelstoßen mehr. Im Diskuswurf siegte Sonneck 1950 in Stuttgart. 1951 in Düsseldorf wurde sie Zweite hinter Marianne Werner. Viermal erreichte Sonneck-Uthke den dritten Platz bei Deutschen Meisterschaften. Sie gehörte im Diskuswurf zu den nominierten Athleten für die Olympischen Spiele 1952 in Helsinki, konnte dann aber nicht teilnehmen.
Karen Sonneck startete von 1951 bis 1957 bei sechs Meisterschaften und Länderkämpfen im Nationaltrikot. Bei den Europameisterschaften 1954 in Bern belegte sie im Diskuswurf den achten Platz im Vorkampf. In den Endkampf kamen damals nur die ersten sechs Werferinnen.
Karen Sonneck war mit dem Hammerwerfer und Tierarzt Dr. Alfons Sonneck verheiratet. Die Diplom-Sportlehrerin war später ehrenamtlich im Landesverband Niedersachsen und im Breitensport als Übungsleiterin tätig.

## Bestleistungen
- Kugel: 13,72 m, 15. Oktober 1955 in Osnabrück
- Diskus: 46,84 m, 27. September 1957 in Dortmund

## Auszeichnungen
- 1977 erhielt sie das Bundesverdienstkreuz am Bande
- Von der Gemeinde Merzen wurde sie 1999 zur Ehrenbürgerin ernannt
- Im Jahr 2000 wurde sie mit dem Georg-von-Opel-Preis "Die stillen Sieger" ausgezeichnet